# Just Off Broadway (film, 1924)
Pour plus de détails, voir Fiche technique et Distribution.
Just Off Broadway est un film américain réalisé par Edmund Mortimer, sorti en 1924.

## Fiche technique
- Titre : Just Off Broadway
- Réalisation : Edmund Mortimer
- Scénario : Fanny Hatton (en) et Frederic Hatton
- Pays d'origine : États-Unis
- Format : Noir et blanc - 1,33:1 - Film muet
- Genre : drame
- Date de sortie : 1924

## Distribution
- John Gilbert : Stephen Moore
- Marian Nixon : Jean Lawrence
- Trilby Clark (en) : Nan Norton
- Pierre Gendron (en) : Florelle